# Tour de Còrsega

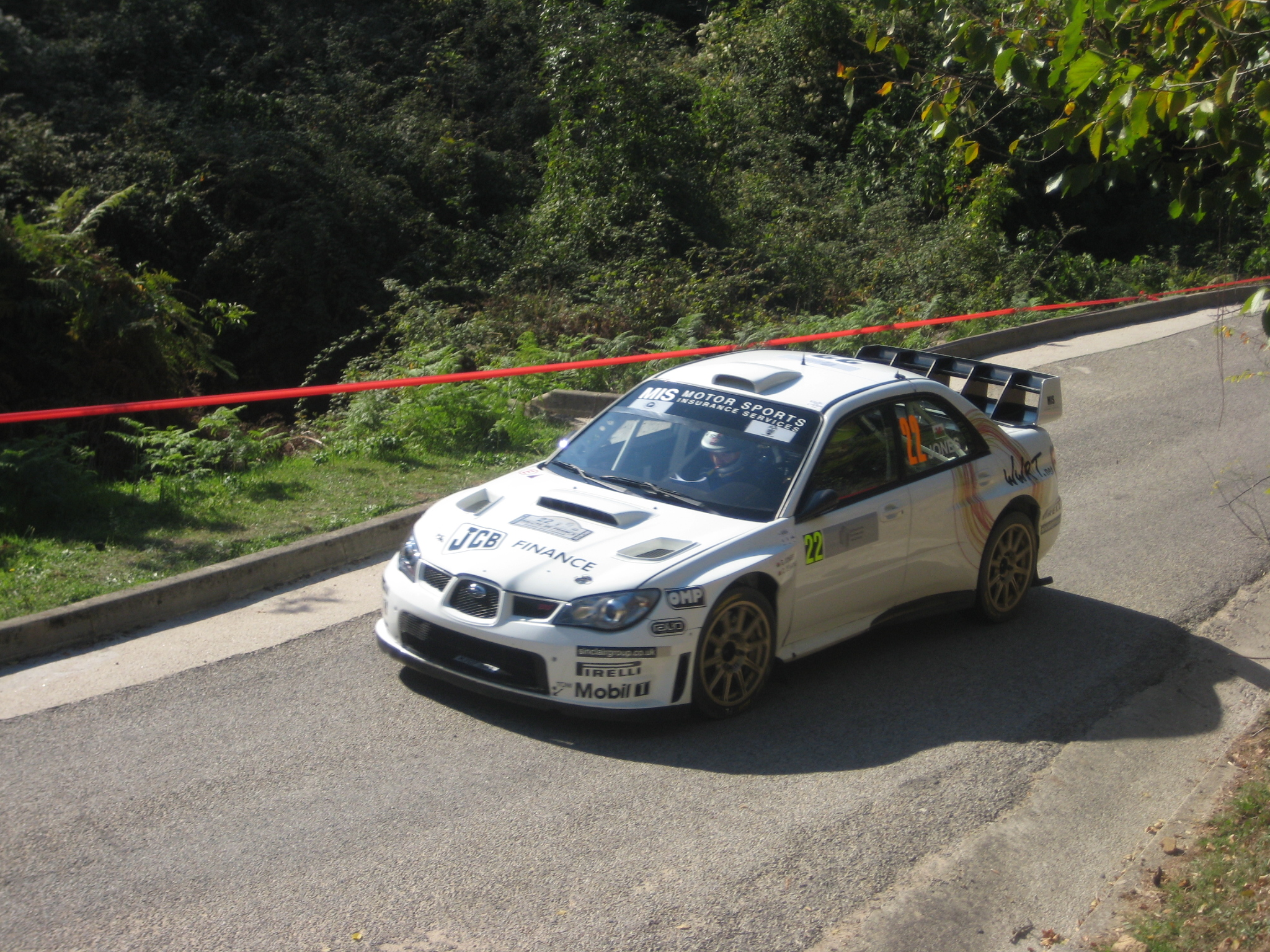
Gareth Jones amb el Subaru Impreza WRC a l'edició del 2008

El Tour de Còrsega, oficialment Tour de Corse - Rallye de France, és un ral·li puntuable per al Campionat Mundial de Ral·lis de la Federació Internacional d'Automobilisme (FIA). Per bé que inicialment la prova recorria tota l'illa (d'aquí el nom), actualment discorre pels voltants de la capital, Ajaccio.

## Guanyadors
A 22 d'abril de 2022
| Any               | Edició                                | Pilot               | Copilot                 | Cotxe                      | Camp.      |
| ----------------- | ------------------------------------- | ------------------- | ----------------------- | -------------------------- | ---------- |
| 1956              | 1e Tour de Corse                      | Gilberte Thirion    | Nadège Ferrier          | Renault Dauphine           |            |
| 1957              | 2e Tour de Corse                      | Michel Nicol        | Roger de la Geneste     | Alfa Romeo Giulietta       |            |
| 1958              | 3e Tour de Corse                      | Guy Monraisse       | Jacques Feret           | Renault Dauphine           |            |
| 1959              | 4e Tour de Corse                      | Pierre Orsini       | Jean-Baptiste Canocini  | Renault Dauphine           |            |
| 1960              | 5e Tour de Corse                      | Herbert Linge       | Paul-Erne Strähle       | Porsche SC 90              |            |
| 1961              | 6e Tour de Corse                      | René Trautmann      | Jean-Claude Ogier       | Citroën DS19               |            |
| 1962              | 7e Tour de Corse                      | Pierre Orsini       | Jean-Baptiste Canocini  | Renault Dauphine           |            |
| 1963              | 8e Tour de Corse                      | René Trautmann      | Jean-Claude Ogier       | Citroën DS19               |            |
| 1964              | 9e Tour de Corse                      | Jean Vinatier       | Roger Masson            | Renault 8 Gordini          |            |
| 1965              | 10e Tour de Corse                     | Pierre Orsini       | Jean-Baptiste Canocini  | Renault 8 Gordini          |            |
| 1966              | 11e Tour de Corse                     | Jean-François Piot  | Jean-François Jacob     | Renault 8 Gordini          |            |
| 1967              | 12e Tour de Corse                     | Sandro Munari       | Luciano Lombardini      | Lancia Fulvia HF Coupé     |            |
| 1968              | 13e Tour de Corse                     | Jean-Claude Andruet | Maurice Gelin           | Alpine-Renault A110        |            |
| 1969              | 14e Tour de Corse                     | Gérard Larrousse    | Maurice Gelin           | Porsche 911 R              |            |
| 1970              | 15e Tour de Corse                     | Bernard Darniche    | Bernard Demange         | Alpine-Renault A110 1800   |            |
| 1971              | Cancel·lat                            | Cancel·lat          | Cancel·lat              | Cancel·lat                 | Cancel·lat |
| 1972              | 16e Tour de Corse                     | Jean-Claude Andruet | Michèle Petit           | Alpine-Renault A110 1800   |            |
| 1973              | 17e Tour de Corse                     | Jean-Pierre Nicolas | Michel Vial             | Alpine-Renault A110 1800   | WRC        |
| 1974              | 18e Tour de Corse                     | Jean-Claude Andruet | Michèle Petit           | Lancia Stratos HF          | WRC        |
| 1975              | 19e Tour de Corse                     | Bernard Darniche    | Alain Mahé              | Lancia Stratos HF          | WRC        |
| 1976              | 20e Tour de Corse                     | Sandro Munari       | Silvio Maiga            | Lancia Stratos HF          | WRC        |
| 1977              | 21e Tour de Corse                     | Bernard Darniche    | Alain Mahé              | Fiat 131 Abarth            | WRC        |
| 1978              | 22e Tour de Corse                     | Bernard Darniche    | Alain Mahé              | Fiat 131 Abarth            | WRC        |
| 1979              | 23rd Tour de Corse                    | Bernard Darniche    | Alain Mahé              | Lancia Stratos HF          | WRC        |
| 1980              | 24e Tour de Corse                     | Jean-Luc Thérier    | Michel Vial             | Porsche 911 SC             | WRC        |
| 1981              | 25e Tour de Corse - Rallye de France  | Bernard Darniche    | Alain Mahé              | Lancia Stratos HF          | WRC        |
| 1982              | 26e Tour de Corse - Rallye de France  | Jean Ragnotti       | Jean-Marc Andrié        | Renault 5 Turbo            | WRC        |
| 1983              | 27e Tour de Corse - Rallye de France  | Markku Alén         | Ilkka Kivimäki          | Lancia Rally 037           | WRC        |
| 1984              | 28e Tour de Corse - Rallye de France  | Markku Alén         | Ilkka Kivimäki          | Lancia Rally 037           | WRC        |
| 1985              | 29e Tour de Corse - Rallye de France  | Jean Ragnotti       | Pierre Thimonier        | Renault 5 Maxi Turbo       | WRC        |
| 1986              | 30e Tour de Corse - Rallye de France  | Bruno Saby          | Jean-François Fauchille | Peugeot 205 Turbo 16 E2    | WRC        |
| 1987              | 31e Tour de Corse - Rallye de France  | Bernard Béguin      | Jean-Jacques Lenne      | BMW M3                     | WRC        |
| 1988              | 32e Tour de Corse - Rallye de France  | Didier Auriol       | Bernard Occelli         | Ford Sierra RS Cosworth    | WRC        |
| 1989              | 33rd Tour de Corse - Rallye de France | Didier Auriol       | Bernard Occelli         | Lancia Delta Integrale     | WRC        |
| 1990              | 34e Tour de Corse - Rallye de France  | Didier Auriol       | Bernard Occelli         | Lancia Delta Integrale 16V | WRC        |
| 1991              | 35e Tour de Corse - Rallye de France  | Carlos Sainz        | Luis Moya               | Toyota Celica GT-Four      | WRC        |
| 1992              | 36e Tour de Corse - Rallye de France  | Didier Auriol       | Bernard Occelli         | Lancia Delta HF Integrale  | WRC        |
| 1993              | 37e Tour de Corse - Rallye de France  | François Delecour   | Daniel Grataloup        | Ford Escort RS Cosworth    | WRC        |
| 1994              | 38e Tour de Corse - Rallye de France  | Didier Auriol       | Denis Giraudet          | Toyota Celica Turbo 4WD    | WRC        |
| 1995              | 39e Tour de Corse - Rallye de France  | Didier Auriol       | Denis Giraudet          | Toyota Celica GT-Four      | WRC        |
| 1996              | 40e Tour de Corse                     | Philippe Bugalski   | Jean-Paul Chiaroni      | Renault Mégane Maxi        | C2L        |
| 1997              | 41e Tour de Corse - Rallye de France  | Colin McRae         | Nicky Grist             | Subaru Impreza WRC         | WRC        |
| 1998              | 42e Tour de Corse - Rallye de France  | Colin McRae         | Nicky Grist             | Subaru Impreza WRC         | WRC        |
| 1999              | 43rd Tour de Corse - Rallye de France | Philippe Bugalski   | Jean-Paul Chiaroni      | Citroën Xsara Kit Car      | WRC        |
| 2000              | 44e Rallye de France - Tour de Corse  | Gilles Panizzi      | Hervé Panizzi           | Peugeot 206 WRC            | WRC        |
| 2001              | 45e Rallye de France - Tour de Corse  | Jesús Puras         | Marc Martí              | Citroën Xsara WRC          | WRC        |
| 2002              | 46e Rallye de France - Tour de Corse  | Gilles Panizzi      | Hervé Panizzi           | Peugeot 206 WRC            | WRC        |
| 2003              | 47e Rallye de France - Tour de Corse  | Petter Solberg      | Phil Mills              | Subaru Impreza WRC         | WRC        |
| 2004              | 48e Rallye de France - Tour de Corse  | Markko Märtin       | Michael Park            | Ford Focus WRC             | WRC        |
| 2005              | 49e Rallye de France - Tour de Corse  | Sébastien Loeb      | Daniel Elena            | Citroën Xsara WRC          | WRC        |
| 2006              | 50e Rallye de France - Tour de Corse  | Sébastien Loeb      | Daniel Elena            | Citroën Xsara WRC          | WRC        |
| 2007              | 51e Rallye de France - Tour de Corse  | Sébastien Loeb      | Daniel Elena            | Citroën C4 WRC             | WRC        |
| 2008              | 52e Rallye de France - Tour de Corse  | Sébastien Loeb      | Daniel Elena            | Citroën C4 WRC             | WRC        |
| 2009              | 53rd Tour de Corse                    | Pascal Trojani      | Francis Mazotti         | Peugeot 307 WRC            |            |
| 2010: No disputat |                                       |                     |                         |                            |            |
| 2011              | 54e Tour de Corse                     | Thierry Neuville    | Nicolas Gilsoul         | Peugeot 207 S2000          | IRC        |
| 2012              | 55e Tour de Corse                     | Dani Sordo          | Carlos del Barrio       | Mini JCW S2000             | IRC        |
| 2013              | 56e Tour de Corse                     | Bryan Bouffier      | Xavier Panseri          | Peugeot 207 S2000          | ERC        |
| 2014              | 57e Tour de Corse                     | Stéphane Sarrazin   | Jacques-Julien Renucci  | Ford Fiesta RRC            | ERC        |
| 2015              | 58e Tour de Corse                     | Jari-Matti Latvala  | Miikka Anttila          | Volkswagen Polo R WRC      | WRC        |
| 2016              | 59e Tour de Corse                     | Sébastien Ogier     | Julien Ingrassia        | Volkswagen Polo R WRC      | WRC        |
| 2017              | 60e Tour de Corse                     | Thierry Neuville    | Nicolas Gilsoul         | Hyundai i20 Coupe WRC      | WRC        |
| 2018              | 61e Tour de Corse                     | Sébastien Ogier     | Julien Ingrassia        | Ford Fiesta WRC            | WRC        |
| 2019              | 62e Tour de Corse                     | Thierry Neuville    | Nicolas Gilsoul         | Hyundai i20 Coupe WRC      | WRC        |
| 2020: No disputat |                                       |                     |                         |                            |            |